# 穷人圣朱利安教堂

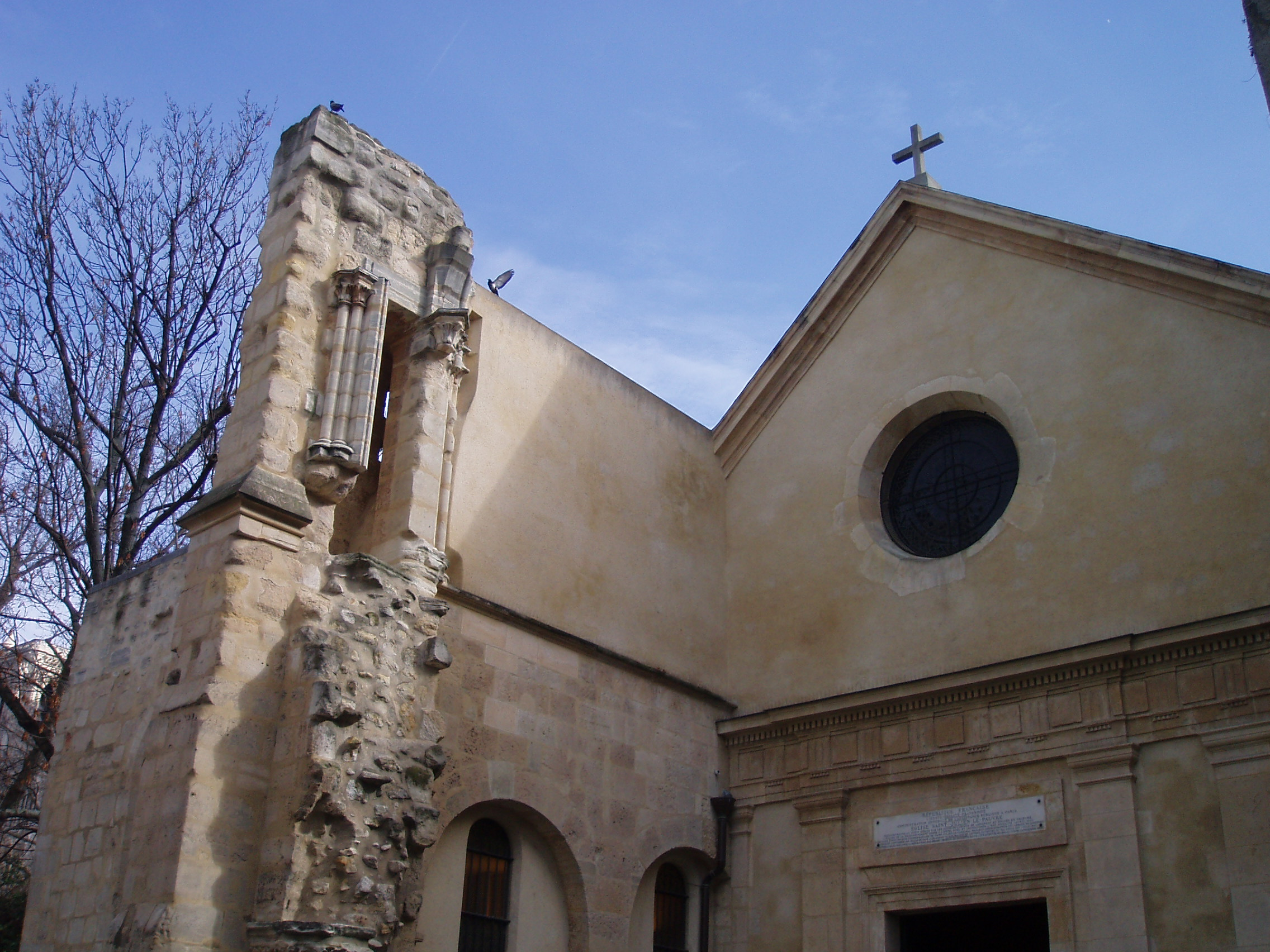
穷人圣朱利安教堂

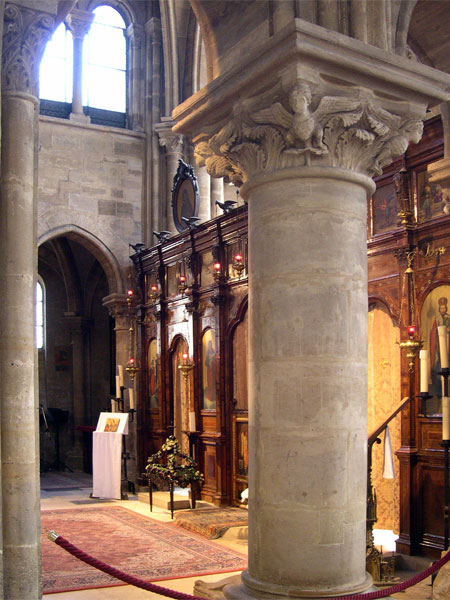
内部

穷人圣朱利安教堂（法语：Église Saint-Julien-le-Pauvre）是法国巴黎的一座教堂，也是该市最古老的教堂之一，兴建于13世纪，哥特式风格，位于塞纳河左岸的巴黎第五区。起初这里是一座罗马天主教堂，兴建于12－19世纪，1889年，在第三共和国时期，该教堂归属居留巴黎的中东基督徒的拜占庭天主教会。